# Almack's

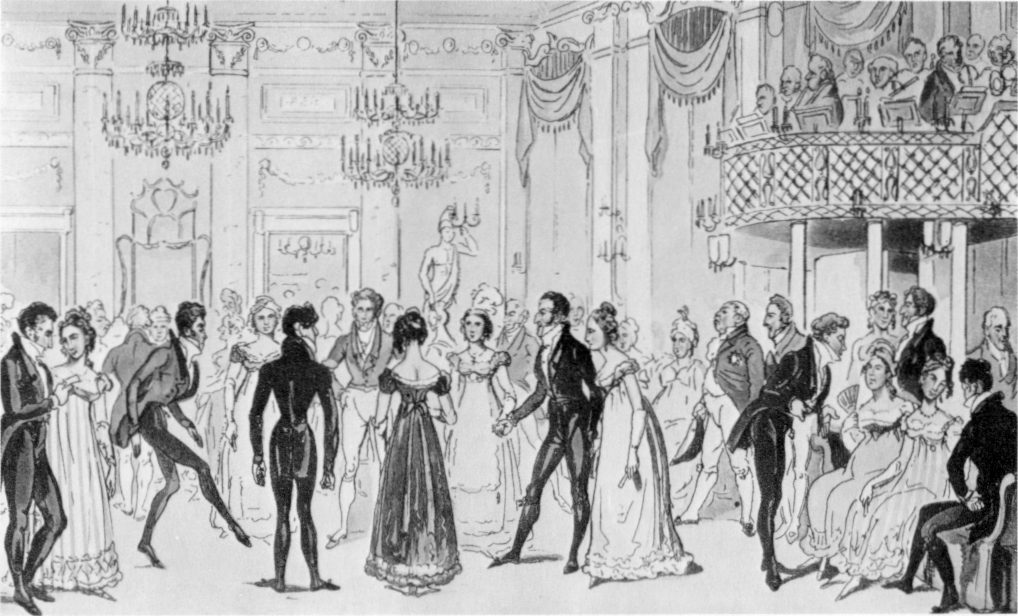
Reunión de la alta sociedad en Almack's.

Almack's fue uno de los primeros clubes en Londres que daba la bienvenida a hombres y mujeres a la vez. 

## Historia
Desde el principio, Almack's fue presidida por un comité de las más influyentes y exclusivas damas de la sociedad, conocidas como Lady Patronas de Almack's (Lady Patronesses of Almack's). Durante diferentes periodos de la larga historia del club, fueron seis o siete las patronas que presidieron Almack's.
En el Período Regencia de Jorge IV, estaba compuesto por: 
- Amelia Stewart, Marquesa de Londonderry, más conocida como vizcondesa de Castlereagh;
- Sarah Villiers, Condesa de Jersey;
- Lady Cowper (después casada con Lord Palmerston);
- Lady Sefton;
- Mrs. Drummond Burrel (cuyo marido, un importante dandy, se convirtió en Barón de Gwydyr en 1816);
- Condesa de Lieven (esposa del embajador ruso);
- María Teresa, Princesa Eszterházy (esposa del embajador austriaco);

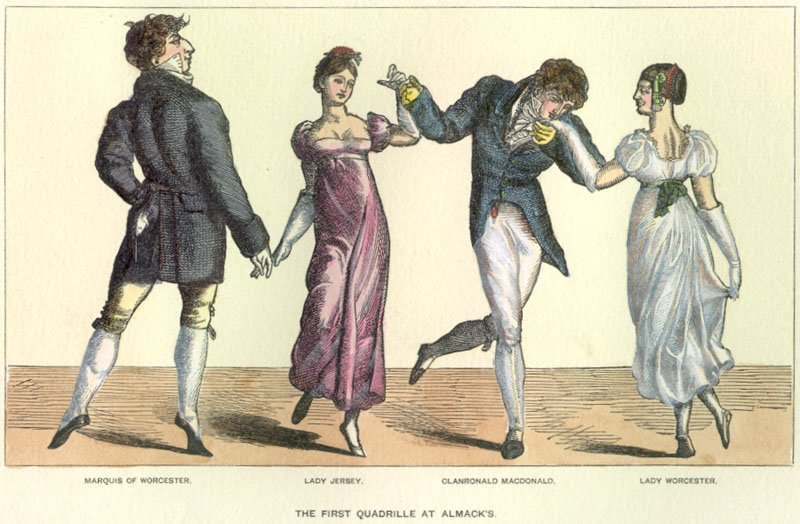
La primera cuadrilla en Almack's (la condesa de Jersey es la 2.ª por la izquierda)

Estas "justas árbitras" crearon un exclusivismo en los bailes de las noches de los miércoles permitiendo la entrada solo a aquellos a los que ellas habían permitido comprar el vale anual, el cual costaba 10 guineas, lo que marcaba una diferencia social. Las damas patronas se encontraban cada lunes por la noche durante la temporada social para decidir quién podría ser destituido por un posible comportamiento deshonroso, y quién podrían ser añadido a la lista de miembros.
El club hizo esfuerzos por no parecerse a los caros bailes privados evitando comidas suntuosas. Los refrigerios en las salas donde se comía, descritos por varios autores, no eran grandes cantidades de comida, de hecho consistían en pan cortado en rebanadas finas con mantequilla fresca, y torta seca, probablemente lo que hoy conocemos como torta de libra. Para evitar la embriaguez desenfrenada de la sociedad, en esa época muchos nobles estuvieron orgullosos de beberse cuatro o cinco botellas de oporto al día, se servía sólo té y limonada en las salas de comida.
La gente iba a Almack's para ver y ser visto, para afirmar su posición en la categoría más alta de la clase social y entretejer una red con otros de su misma casta. En segundo lugar, allí acudían los caballeros en busca de novias de una posición conveniente, lo que convirtió Almack's en uno de los mercados matrimoniales más conocidos. Hacia 1790, ser una debutante, una vez presentada en la corte, costaba bastante poco, ya que la corte del Rey estaba considerada con un grupo mohoso y sin clase. En cambio, las madres buscaban oportunidades para sus hijas recién presentadas cazando tarjetas de bailes a los jóvenes casaderos en Almack's.
En 1871, el nuevo dueño de la Sala de actos la renombró en su propio honor como la Sala de Willi.
Un alto edificio de oficinas ocupa ahora su lugar, llevando una placa de cobre en la entrada para conmemorar la existencia de Almack's en aquel emplazamiento.